# Rothenburg (Lothringen)
Die Rothenburg (auch Rotes Schlössel, französisch Château de Rothenbourg) ist die Ruine einer mittelalterlichen Felsenburg in der Nähe der Gemeinde Philippsbourg im Département Moselle. Seitdem sie im 14. Jahrhundert zerstört wurde, ist sie eine Ruine. Die Burg befindet sich auf einem Sandsteinfelsen in 400 Meter Höhe auf einem Ausläufer des Rothenbergs. Von der Burg sind nur noch geringe Mauerreste, Kammern und Geländespuren, wie Zisterne und Burggraben, erhalten.

## Geschichte
Erbaut wurde die Burg angeblich schon im 10. Jahrhundert durch den Bischof von Straßburg. Ihre erste urkundliche Erwähnung geschah allerdings erst im 12. Jahrhundert, als sie als Lehen des Straßburger Bischofs genannt wird. Sie wurde zu diesem Zeitpunkt an Lothringen und Zweibrücken-Bitsch übergeben. Da sich der Burgherr Harnach von Weißkirchen als Straßenräuber schuldig machte, wurde die Burg 1309, 1360 oder 1369 durch Straßburger Truppen zerstört und nicht wieder aufgebaut.